# 大辻清司
大辻 清司（おおつじ きよじ、1923年7月27日 - 2001年12月19日）は、日本の写真家、教育者。

## 経歴
東京府南葛飾郡大島町（現・東京都江東区大島）の機械技師の家に生まれる。東京府立第七中学校（現・東京都立墨田川高等学校）を経て、1942年に東京写真専門学校（現・東京工芸大学）に入学。在学中の1943年に学徒出陣により陸軍に応召され、終戦を迎える。（終戦後、東京写真専門学校から1944年9月卒業の認定を受けた）復員後、写真スタジオでの仕事、雑誌（『家庭文化』など）のための写真など、主として商業写真の分野で活躍。
1949年以降、東京美術文化展に出品する（1952年まで）。その後、実験工房（1953年）やグラフィック集団（1953年）に参加。
シュルレアリスムに多大な影響を受けた写真家の一人で、作品は造形的・前衛的な作風を特徴とし、戦前の新興写真・前衛写真の正統な後継者・承継者の1人とも言える。また雑誌などに多くの写真に関する文章を執筆した。
1958年以降、写真教育にも力を入れ、桑沢デザイン研究所、東京造形大学、筑波大学、九州産業大学等において教鞭をとり、多くの後進を育成した。桑沢デザイン研究所においては高梨豊に写真を教えており、初期の高梨作品にその影響が見られる。その他、島尾伸三、牛腸茂雄、畠山直哉、潮田登久子、児玉房子なども大辻に学んでいる。1996年、日本写真協会功労賞を受賞。
写真家の石元泰博、現代美術家の斎藤義重、山口勝弘、美術評論家で詩人、画家でもある瀧口修造とも長年に亘り親交があった。
長野県北佐久郡御代田町に1963年に建設し、所有した大辻一家の別荘である「土間の家」と大辻が1976年以降に住んだ「上原通りの住宅」はいずれも建築家の篠原一男により設計された住宅である。

## 展覧会
- 大辻清司写真実験室展（東京国立近代美術館、1999年）
- 大辻清司の写真 出会いとコラボレーション（渋谷区立松濤美術館、2007年）
- 大辻清司フォトアーカイブ 写真家と同時代芸術の軌跡 1940-1980 (武蔵野美術大学 美術館･図書館、2012年)

作品集
- 大辻清司実験室（リブラ出版、2023年9月、小平雅尋監修）- 小著
- 大辻清司 写真集成（国書刊行会、2024年7月、増田玲編）- 大著、他に畠山直哉＋レーナ・フリッチュが執筆